# Pinchas Lavon
Pinchas Lavon (hebrejsky פנחס לבון‎; 12. července 1904 – 24. ledna 1976, Tel Aviv, Izrael) byl izraelský politik, ministr obrany a zemědělství a dělnický vůdce známý Lavonovou aférou.

## Biografie
Lavon se narodil v malém městě Kopyčincy v tehdejší Haliči v Rakousku-Uhersku (nyní Ukrajina). Vystudoval práva na univerzitě ve Lvově, kde založil zorganizoval pobočku Histadrutu v regionu. Aliju do mandátní Palestiny provedl v roce 1929.

### Politická kariéra
Lavon byl zvolen poslancem do prvního Knesetu v roce 1949 a v Ben Gurionově druhé vládě zastával post ministra zemědělství.
Své poslanecké křeslo si udržel ve volbách v roce 1951 a o rok později byl jmenován ministrem bez portfeje. Po Ben Gurionově rezignaci byl v roce 1954 jmenován ministrem obrany. Avšak kvůli Lavonově aféře, v níž byl obviněn ze zapletení do plánu na bombový útok v Egyptě nakonec odešel z vlády.
Nicméně i nadále zůstal členem Knesetu i po následujících volbách v letech 1955 a 1959. Později byl zproštěn jakéhokoliv zapletení s egyptskými bombami. Z veřejného života odešel v roce 1964 po dlouhotrvajících sporech s Ben Gurionem a v roce 1976 zemřel v Tel Avivu.